# Chemtrails over the Country Club
Chemtrails over the Country club és el setè àlbum d'estudi de la cantautora nord-americana Lana Del Rey. Va ser publicat el 19 de març de 2021 per Interscope Records i Polydor Rècords. L'àlbum que segueix el seu sisè àlbum d'estudi, Norman Fucking Rockwell! (2019). Inicialment titulat White Hot Forever, l'àlbum va ser produït per Del Rey i Jack Antonoff, i Rick Nowels hi va contribuir també. A més a més, hi van participar Nikki Lane, Weyes Blood i Zella Day amb qui canta «For Free» de Joni Mitchell.
Chemtrails over the Country Club és un àlbum alternatiu de folk, country i Americana. L'àlbum tracta temes d'escapisme, amor, cor trencat i nostàlgia, mentre encompassa les seves referències habituals a l'estètica americana, amb emocions de desil·lusió. Chemtrails va ser aclamat per la crítica. Va debutar com a número dos al top Billboard 200, i va pujar cap ser el seu setè àlbum top 10. També va atènyer el primer lloc als UK Albums Chart.

## Antecedents
El 30 d'agost de 2019, el dia que es va publicar el seu sisè àlbum d'estudi Norman Fucking Rockwell!, Del Rey va anunciar que ja havia començat el seu següent album, amb el títol White Hot Forever. Gairebé nou mesos més tard, el 25 de maig de 2020, va penjar una sèrie de vídeos a Instagram amb el títol canviat en Chemtrails over the Country Club. L'àlbum hauria de sortir 5 de setembre de 2020, però el llançament va ser ajornat a causa de la pandèmia de COVID-19, així com incertesa sobre si la cançó «Dealer» seria inclosa a l'àlbum. Finalment van decidir incloure'l en l'àlbum Blue Banisters.
El 14 de desembre de 2020, un pre-actuació enregistrada de «Let Me Love You Like a Woman» (la primera actuació televisiva de Del Rey en nou anys) va ser presentada a The Tonight Show Starring Jimmy Fallon i, uns quants dies més tard, Del Rey va cantar «Silent Night», juntament amb «Let Me Love You Like a Woman». Poc després, el 22 desembre, Del Rey va penjar un teaser per Chemtrails a diferents xarxes socials, anunciant que la cançó seria publicada com el segon senzill de l'àlbum el dia 11 de gener de 2021, el mateix dia que l'àlbum esdevindria disponible en pre-venta.
La vuitena cançó de l'àlbum, "Yosemite", estava pensada pel cinquè àlbum d'estudi de Del Rey, Lust for Life (2017). El 2017, en una entrevista amb Zane Lowe, Del Rey va declarar la pista va ser exclosa de Lust for Life perquè "la cançó era massa feliç, i encara no ho estàvem prou."

## Portada de l'àlbum
El 10 de gener de 2021, un dia abans de la publicació de Chemtrails, Del Rey va revelar la coberta d'àlbum i llista de cançons de l'àlbum a Twitter i Instagram. L'11 de gener, les cadenes de venda al detall Target i HMV van revelar edicions exclusives de l'àlbum, presentant una portada alternativa, fotografiada per Neil Krug.

## Crítiques
Chemtrails va ser aclamat pels crítics de música. A Metacritic, l'àlbum va rebre una puntuació mitjana de 81 basada en 28 valoracions, considerat com a «aclamació universal», avaluació anglocentrista que confon l'univers amb el món anglosaxó.
Fred Thomas, de la publicació AllMusic, troba que Del Rey «es desfà completament del seu capoll dels antics dies de pop». Will Hodgkinson del diari anglès The Times troba l'àlbum ben fet. El crític del Los Angeles Times Mikael Wood li va donar una puntuació de 100.

## Èxit comercial
Chemtrails over the Country Club va debutar com a número 2 a les llistes de Billboard 200, i va ser el setè album de Del Rey en entrar al top 10 de les llistes. A més, l'àlbum també va acumular un total de 21.19 milions de reproduccions digitals.
Al Regne Unit, Chemtrails va debutar com a número 1 als UK Albums Chart, en vendre 40.000 còpies a la primera setmana després del llançament. En va fer el cinquè número 1 al Regne Unit de Del Rey. L'agost de 2021, l'àlbum va guanyar el certificat Plata pel British Phonographic Industry (BPI).

## Llista de cançons
| Núm.          | Títol                                    | Productor(s)          | Durada |
| ------------- | ---------------------------------------- | --------------------- | ------ |
| 1.            | «White Dress»                            | Del Rey Jack Antonoff | 5:33   |
| 2.            | «Chemtrails over the Country Club»       | Del Rey Antonoff      | 4:31   |
| 3.            | «Tulsa Jesus Freak»                      | Del Rey Antonoff      | 3:35   |
| 4.            | «Let Me Love You like a Woman»           | Antonoff              | 3:21   |
| 5.            | «Wild at Heart»                          | Del Rey Antonoff      | 4:06   |
| 6.            | «Dark but Just a Game»                   | Del Rey Antonoff      | 3:55   |
| 7.            | «Not All Who Wander Are Lost»            | Del Rey Antonoff      | 4:07   |
| 8.            | «Yosemite»                               | Rick Nowels           | 5:04   |
| 9.            | «Breaking Up Slowly» (amb Nikki Lane)    | Del Rey Antonoff      | 2:57   |
| 10.           | «Dance Till We Die»                      | Del Rey Antonoff      | 4:03   |
| 11.           | «For Free» (amb Zella Day i Weyes Blood) | Del Rey Antonoff      | 4:11   |
| Durada total: | Durada total:                            | Durada total:         | 45:28  |